# Berdeniella hashemii
Berdeniella hashemii är en tvåvingeart som beskrevs av Jezek 1990. Berdeniella hashemii ingår i släktet Berdeniella och familjen fjärilsmyggor.
Artens utbredningsområde är Iran. Inga underarter finns listade i Catalogue of Life.